# Throphill
Throphill eller Thropple  är en ort i civil parish Meldon, i grevskapet Northumberland i England. Orten är belägen 7 km från Morpeth. Throphill var en civil parish 1866–1955 när det uppgick i Meldon. Civil parish hade 25 invånare år 1951.